# Hermann Druckrey

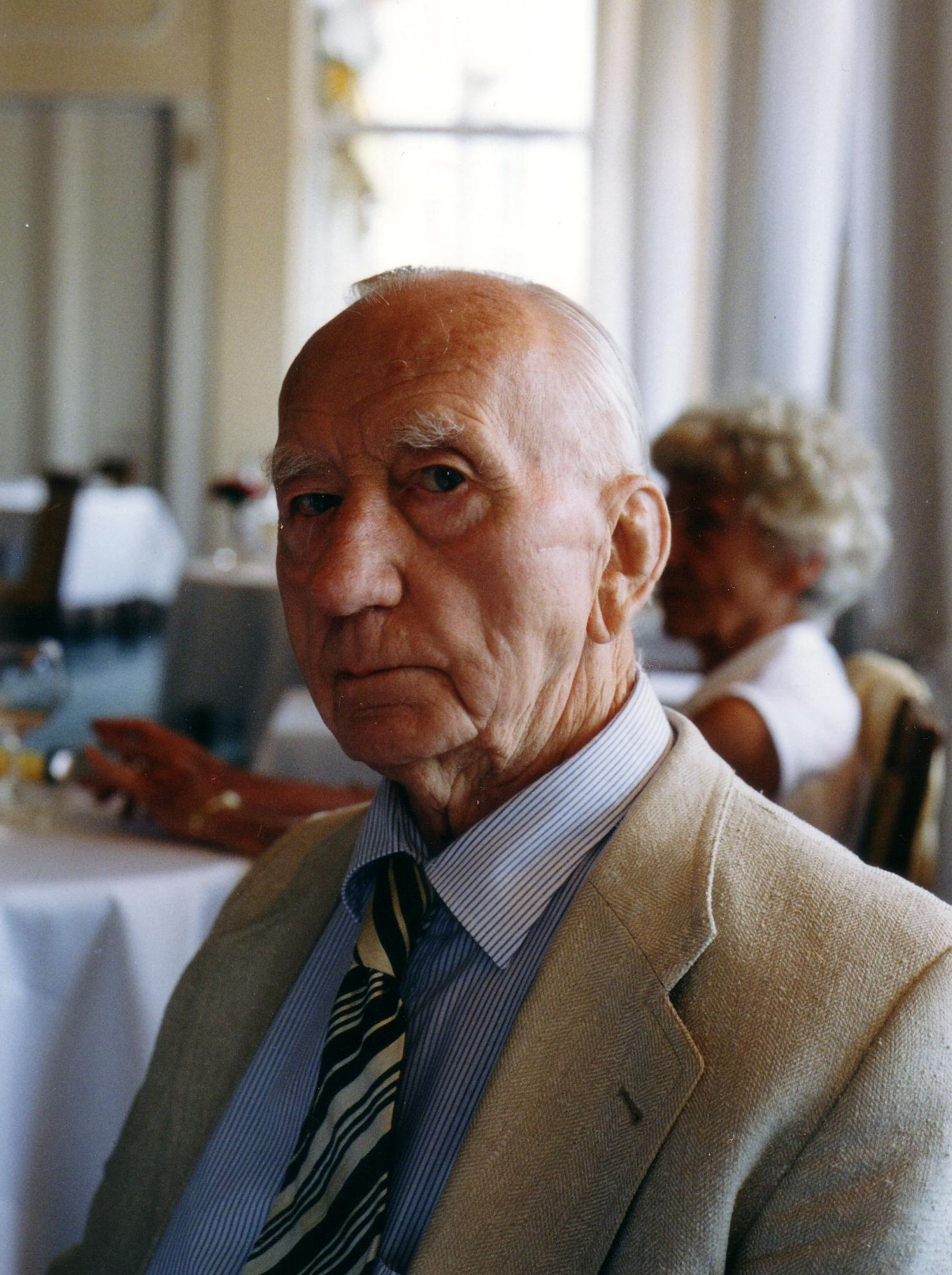
Hermann Druckrey

Hermann Druckrey (* 27. Juli 1904 in Greifswald; † 7. August 1994 in Freiburg im Breisgau) war ein deutscher Pharmakologe, Toxikologe und Onkologe.	

## Leben
Hermann Druckrey wurde als Sohn des Greifswalder Apothekers Otto Druckrey und seiner Frau Dorothea geb. Bettermann geboren. Ein Vetter ist Karl August Bettermann.

### Schule und Studium
Hermann Druckrey besuchte in Quedlinburg das humanistische Melanchthongymnasium, wo er 1923 sein Abitur machte. Er studierte Medizin in Gießen, Heidelberg und Leipzig und war Mitglied des Corps Starkenburgia und des Corps Saxo-Borussia Heidelberg. 1931 machte er in Leipzig das Medizinische Staatsexamen. 

### Prag, Göttingen
Zum 1. März 1931 trat er der NSDAP (Mitgliedsnummer 475.138) und im selben Jahr der SA bei, in der er Oberführer wurde.  Die wissenschaftliche Ausbildung begann er als Assistent am Institut für experimentelle Pathologie der Karl-Ferdinands-Universität. 
Von Prag wechselte er an das Chemische Institut der Universität Göttingen, wo er unter Adolf Butenandt und Adolf Windaus arbeitete. 
Als engagierter Corpsstudent wurde Druckrey Adjutant von Max Blunck, der auf dem aoKC am 14./15. Januar 1933 in Greifswald zum neuen „Führer des KSCV und VAC“ gewählt worden war. Frankonia Prag verlieh ihm 1933 für seinen Einsatz für die Corps in der Tschechoslowakei in seiner Funktion als Leiter des Hauptamts für Grenz- und Ausland des KSCV das Band.

### Berlin, Ostfront, Wien
Von Göttingen ging er an das Pharmakologische Institut der Friedrich-Wilhelms-Universität in Berlin. 1936 wurde er in Pharmakologie habilitiert. Er wurde unter Wolfgang Heubner Dozent und trat dem Nationalsozialistischen Deutschen Dozentenbund bei. 1942 wurde er zum außerordentlichen Professor ernannt. 
1943/1944 war Druckrey Stabsarzt in einem SS-Polizeiregiment an der Ostfront. Danach fungierte er bis zum Kriegsende als Direktor des Pharmakologischen Instituts des Polizeikrankenhauses Wien VII.
Der amerikanische Wissenschaftshistoriker Robert N. Proctor formulierte eine zwiespältige Einschätzung von Druckreys Wirken in dieser Phase: „Hermann Druckrey war ein glühender Nazi […] und ein sehr guter Wissenschaftler.“
Nach dem Zweiten Weltkrieg wurde er wegen seiner NSDAP- und SA-Mitgliedschaft interniert. Er war längere Zeit im amerikanischen Gefangenenlager in Hammelburg in Unterfranken untergebracht. Dort traf er auch auf Karl Küpfmüller, woraus eine wissenschaftliche Zusammenarbeit entstand. Adolf Butenandt gab im Juli 1947 eine Eidesstattliche Erklärung zugunsten Druckreys ab, um ihn freizubekommen.

### Freiburg
1948 ging Druckrey an die Universität Freiburg, wo er bis 1964 Professor und Laborleiter der Chirurgischen Universitätsklinik war. Von 1952 bis 1974 wirkte er in der Deutschen Forschungsgemeinschaft (DFG) als Vorsitzender der Farbstoffkommission. Daneben leitete er von 1964 bis 1973 das DFG-Institut für Präventivmedizin in Freiburg.

## Wissenschaftliche Bedeutung
Über 300 wissenschaftliche Veröffentlichungen hat Druckrey angefertigt. Er entdeckte bei einer Reihe von chemischen Substanzen deren krebserregende Wirkung; insbesondere bei der Gruppe der Nitrosamine. Zusammen mit dem mathematisch versierten Elektro- und Nachrichtentechniker Karl Küpfmüller entwickelte Druckrey die theoretischen Grundlagen für die Dosis-Wirkungs-Beziehung in der Pharmakologie und Toxikologie, die in zwei Aufsätzen 1948 und 1949 veröffentlicht wurden (die Druckrey-Küpfmüller-Schriften). Ermöglicht wurden diese Erkenntnisse durch einen interdisziplinären Forschungsansatz und die intensive Zusammenarbeit zwischen beiden, die letztlich durch die gemeinsame Internierungshaft bedingt war. Nach beiden ist die Druckrey-Küpfmüller-Gleichung benannt. Er entdeckte das Prinzip der Summationswirkung, die bei krebserregenden Substanzen eine zentrale Rolle spielt.

## Ehrungen
- Goldenes Parteiabzeichen der NSDAP
- Präsident der Union internationale contre le cancer (1954–1958)
- Scheele-Medaille der Chemischen Gesellschaft zu Stockholm (1955)
- Ehrendoktor der Universität Hamburg (1983)
- Ehrenmitglied der American Association for Cancer Research, nach Otto Warburg das zweite deutsche Ehrenmitglied

## Veröffentlichungen (Auswahl)
- H. Druckrey und D. Schmähl: Light-dependence of fluorescence of solutions of cigarette smoke. In: Science 122, 1955, 3170 Sep 30;122(3170):593. PMID 17776601.
- H. Druckrey: Carcinogene alkylierende Substanzen. Chemische Konstitution und Wirkung. In: Angewandte Chemie 82, 1970, S. 777.
- H. Druckrey: Chemotherapie des Krebs – Experimentelle Grundlagen. 33, 1955.
- H. Druckrey: Quantitative aspects in chemical carcinogenicity. In: Potential Carcinogenic Hazard from Drugs. Evaluation of Risk Band 7, Springer-Verlag, 1967, S. 60–78.
- H. Druckrey und K. Küpfmüller: Quantitative Analyse der Krebsentstehung. In: Zeitschrift für Naturforschung B. 3, 1948, S. 254–266 (PDF, freier Volltext).